# Greg Foster
Gregory ("Greg") Foster (Chicago, 4 de agosto de 1958 – 19 de fevereiro de 2023) foi um atleta norte-americano especialista em 110 metros barreiras. Foi três vezes campeão do mundo e alcançou a medalha de prata nos Jogos Olímpicos de 1984 disputados em Los Angeles. 

Para além dos feitos internacionais, Foster ganhou onze títulos nacionais e bateu por duas vezes o recorde mundial em pista coberta. 
Greg Foster foi suspenso das competições por quase seis meses, em 1990, depois de acusar testes positivos para pseudo efedrina, efedrina e fenilpropanolamina em análise antidoping.